# Mihajlo Pupin
Mihajlo Idvorski Pupin, Michael Idvorsky Pupin (cyr. Михајло Идворски Пупин; ur. 4 października 1858 w Idvorze, zm. 12 marca 1935 w Nowym Jorku) – serbski fizyk naturalizowany w USA, którego najważniejszym wynalazkiem było stworzenie urządzeń do zapobiegania tłumienia sygnałów elektrycznych (telefonicznych) przez zastosowanie tzw. pupinizacji toru (z zastosowaniem cewek Pupina).

## Życiorys
W wieku 16 lat wyjechał do Stanów Zjednoczonych.
W roku 1883 z wyróżnieniem ukończył Columbia University w Nowym Jorku, a w latach 1889–1929 był profesorem na tej uczelni.
Działał na rzecz niepodległości Serbii i innych narodów wchodzących w skład monarchii Austro-Węgier. W roku 1911 został konsulem Królestwa Serbii w Nowym Jorku.
Był założycielem i pierwszym przewodniczącym organizacji serbskiej w USA pod nazwą Serbian National Defense Council of America. Jego rozmowy z Woodrow Wilsonem zaowocowały poruszeniem sprawy niepodległości Serbii w orędziu prezydenta USA znanego jako 14 punktów Wilsona.

## Wyróżniania i upamiętnienie
Otrzymał także Nagrodę Pulitzera w roku 1924 za autobiografię Od emigranta do wynalazcy.
Na jego cześć nazwano Pupinov most w Belgradzie.